# ناحیه سگ‌هالوم
ناحیهٔ سِگ‌هالوم (به مجاری: Szeghalmi járás) یک ناحیه در مجارستان است که در بکش واقع شده‌است. ناحیهٔ سگ‌هالوم ۷۱۴٫۱۹ کیلومتر مربع مساحت و ۲۹٬۷۰۹ نفر جمعیت دارد.